# Solidarité républicaine
La Solidarité républicaine, association pour le développement des droits et des intérêts de la démocratie est une société politique républicaine sous la Deuxième République.

## Historique
En novembre 1848, la Solidarité républicaine est créée à Paris et dans les départements, à l’instigation notamment de Ledru-Rollin, Delescluze, Gambon, Sarrut, pour soutenir la candidature de Ledru-Rollin à l'élection présidentielle de décembre 1848. Regroupant les députés montagnards, les directeurs des journaux républicains et les organisations locales, elle est administrée par un conseil général de soixante-dix membres et présidée par Martin Bernard, député de la Loire, Agricol Perdiguier étant vice-président, Charles Delescluze secrétaire général, Bernard Mulé trésorier et l'ingénieur Léon Tremplier vice-trésorier. Au sein de la direction de la Solidarité républicaine figure un fouriériste, Charles Dain.
Organisation nationale, disposant d'un comité central à Paris, de comités de département, d’arrondissement et de canton, elle vise à fédérer les démocrates et à assurer la propagande républicaine dans des campagnes plutôt contrôlées par les conservateurs du Parti de l'Ordre. Ses bureaux parisiens sont situés au 50, rue du Faubourg-Saint-Denis. Sur sa droite, elle a pour concurrente l'Association démocratique des amis de la Constitution, créée le même mois par les républicains modérés.
Lors des législatives de 1849, les démocrates-socialistes (également appelés démoc-socs), qui rassemblent les républicains radicaux et les socialistes favorables à l'établissement d'une « République démocratique et sociale », obtiennent 200 députés ; Martin Bernard est réélu.
Le 11 juin 1849, la majorité conservatrice de l'Assemblée législative vote l'envoi d'une expédition militaire contre la République romaine par 361 voix contre 202. Une manifestation est organisée le 13 juin 1849 pour protester contre ce vote, qui contrevient à l'article 5 du préambule de la constitution. Selon les termes de celui-ci, la République « respecte les nationalités étrangères, comme elle entend faire respecter la sienne ; n'entreprend aucune guerre dans des vues de conquête, et n'emploie jamais ses forces contre la liberté d'aucun peuple ». Toutefois, cette manifestation est dispersée par les troupes du général Changarnier, et la répression s'abat sur les démocrates. Martin Bernard, condamné à la déportation, parvient à s'échapper et s'exile en Angleterre.
La Cour de cassation déclare l'association illégale comme « société secrète » par arrêt du 13 décembre 1849.

## Sources
- Frédéric Négrel, « Salernes et les sociétés secrètes », texte d'une conférence à Salernes, le 25 août 2001, Association 1851 pour la mémoire des résistances républicaines
- Claude Latta, « La résistance des républicains au coup d'état du 2 décembre 1851 - 50e anniversaire », Association 1851 pour la mémoire des résistances républicaines
- Michel Cordillot, « Les fouriéristes et l’émergence de la coalition démoc-soc à l’automne 1848 », Cahiers Charles Fourier, n° 13, décembre 2002, pp. 59-86